# Itzer (kommun)
Itzer (franska: Itzer (CR), Itzer (Commune Rurale), arabiska: مهاية) är en kommun i Marocko.   Den ligger i provinsen Midelt och regionen Drâa-Tafilalet, 200 km sydost om huvudstaden Rabat. Antalet invånare är 4 772.